# Подвійний Декстер
«Подвійний Декстер» (англ. Double Dexter)— шостий роман Джеффа Ліндсея та шоста книга в серії книг «Декстер» про Декстера Моргана, серійного вбивцю, який нападає на серійних убивць, педофілів та інших вбивць. оман вийшов 18 жовтня 2011 року. Він отримав загалом позитивні відгуки критиків, які назвали його найкращим у серії про Декстера.

## Сюжет
Коли Декстер розчленовує педофіла, Декстер Морган помічає свідка, який втікає на побитій машині Honda. Він починає щоночі вистежувати машину. Його дружина Рита, запідозривши зраду, починає пити вино. Тим часом Деборі вдається розкрити серію ритуальних вбивств, спрямованих проти поліцейських Маямі. В результаті увага медіа переключають увагу на Декстера, чиє ім'я та фотографія оприлюднюються вперше. Упізнавши Декстера, свідок надсилає листа електронною поштою та намагається його шантажувати. Декстер вивчає блог свідка, не знаходячи жодних підказок, окрім першого ініціалу колишньої дружини свідка. Декстер починає думати про свого антагоніста як про Тінь, на честь його інтернет-нікнейму.
Зрештою Декстер знаходить машину Honda, що належить Алісі Елан, колишній дружині Тіні. Він повертається вночі, але виявляє, що Тінь — Бернард Елан — передбачив його візит, понівечив Алісу, наслідуючи стиль Декстера, і викликав поліцію до його приїзду. Декстер ледве рятується. Бернард, досвідчений хакер, змінює відповідні бази даних, щоб вказати, що він помер два роки тому. Пізніше колегу Декстера Каміллу Фігг знаходять побитою до смерті, що ставить під сумнів арешт Дебори. Декстер помічає відмінності від вбивств копів, але Гуд, відповідальний детектив, ігнорує його. З'ясовується, що Камілла мала сотні фотографій Декстера, бо була одержима ним. Гуд робить Декстера головним підозрюваним.
Ще одне повідомлення від Бернарда підтверджує, що він убив Каміллу. Зрештою Декстер дізнається, що той тепер використовує псевдонім Даг Кровлі, але не може його вбити через стеження Гуда. Він просить свого брата Брайана зробити це, але той помилково вбиває справжнього Дага Кровлі. Декстер вирушає в подорож із сім’єю до Кі-Весту, де Рита відвідує аукціон заставних будинків, а Гуд і Бернард йдуть слідом за нею. Бернард вбиває Гуда і підкидає його тіло в готельний номер Декстера, а потім забирає Астор і Коді до Гарден-Кі. Однак Декстер прибуває на острів першим і за допомогою Астор долає Бернарда. Бернарда викидають за борт, де його розриває акула. Повернувшись з Кі-Весту, Декстер проникає в квартиру покійного Гуда і підсовує в його комп’ютер докази про те, що це він убив Камілу. Так Декстер зняв із себе підозри.

## Відгуки
The Telegraph написав про роман: «Смішний і жахливий фінал….Все це мало б бути повною нісенітницею, але цинічна дотепність Джеффа Ліндсі робить його незабутнім». Газета Orlando Sentinel визнала цей роман найкращим у серії, зазначивши, що вона «помітно розширює межі серії, оскільки автор використовує правдоподібну розповідь і великі дози темного гумору», а також «найсильнішим твором, оскільки він глибоко занурюється в дуже понівечену психіку Декстера».